# Angelica lineariloba
Angelica lineariloba là một loài thực vật có hoa trong họ Hoa tán. Loài này được A.Gray mô tả khoa học đầu tiên năm 1868.

## Hình ảnh

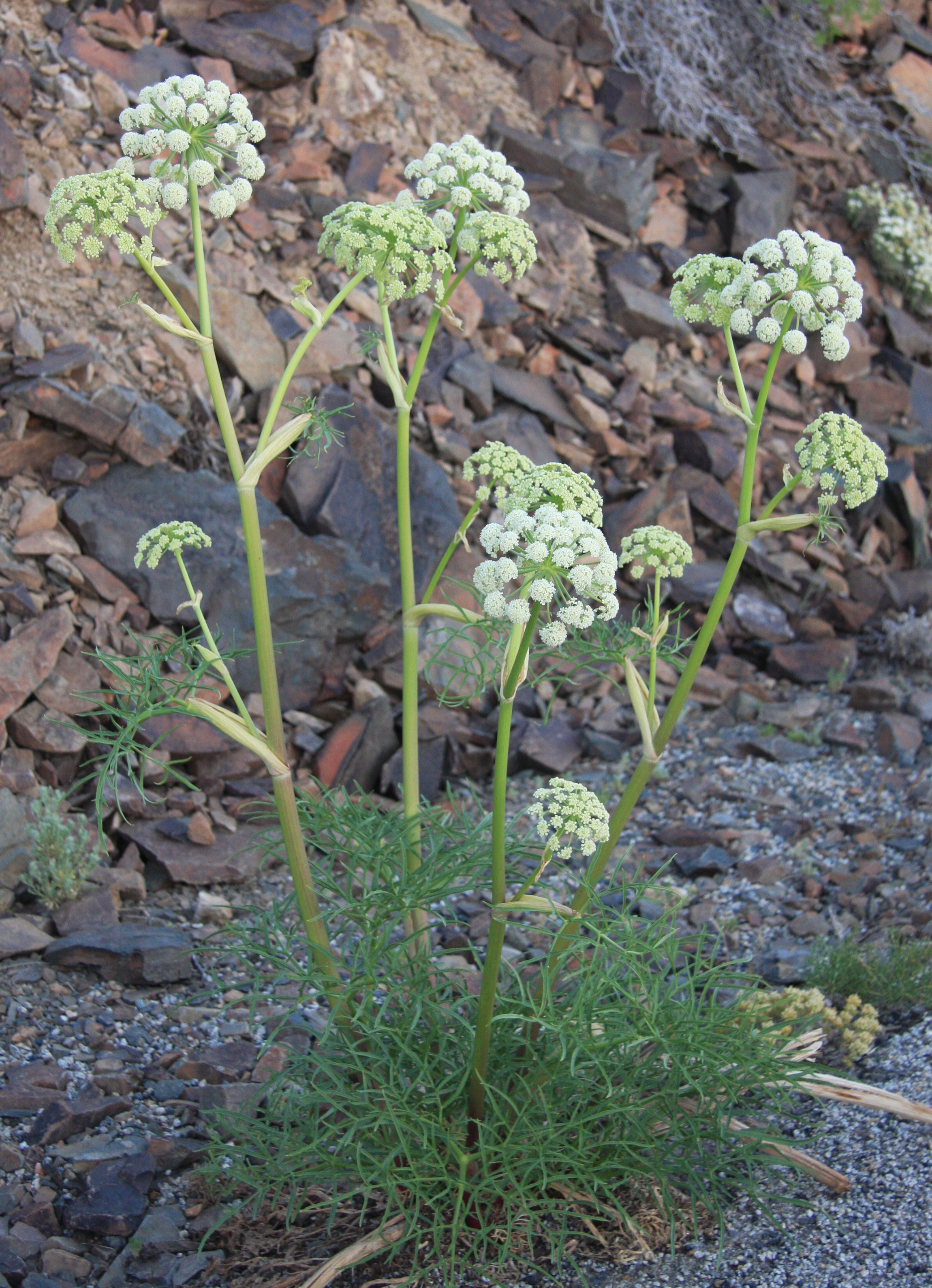
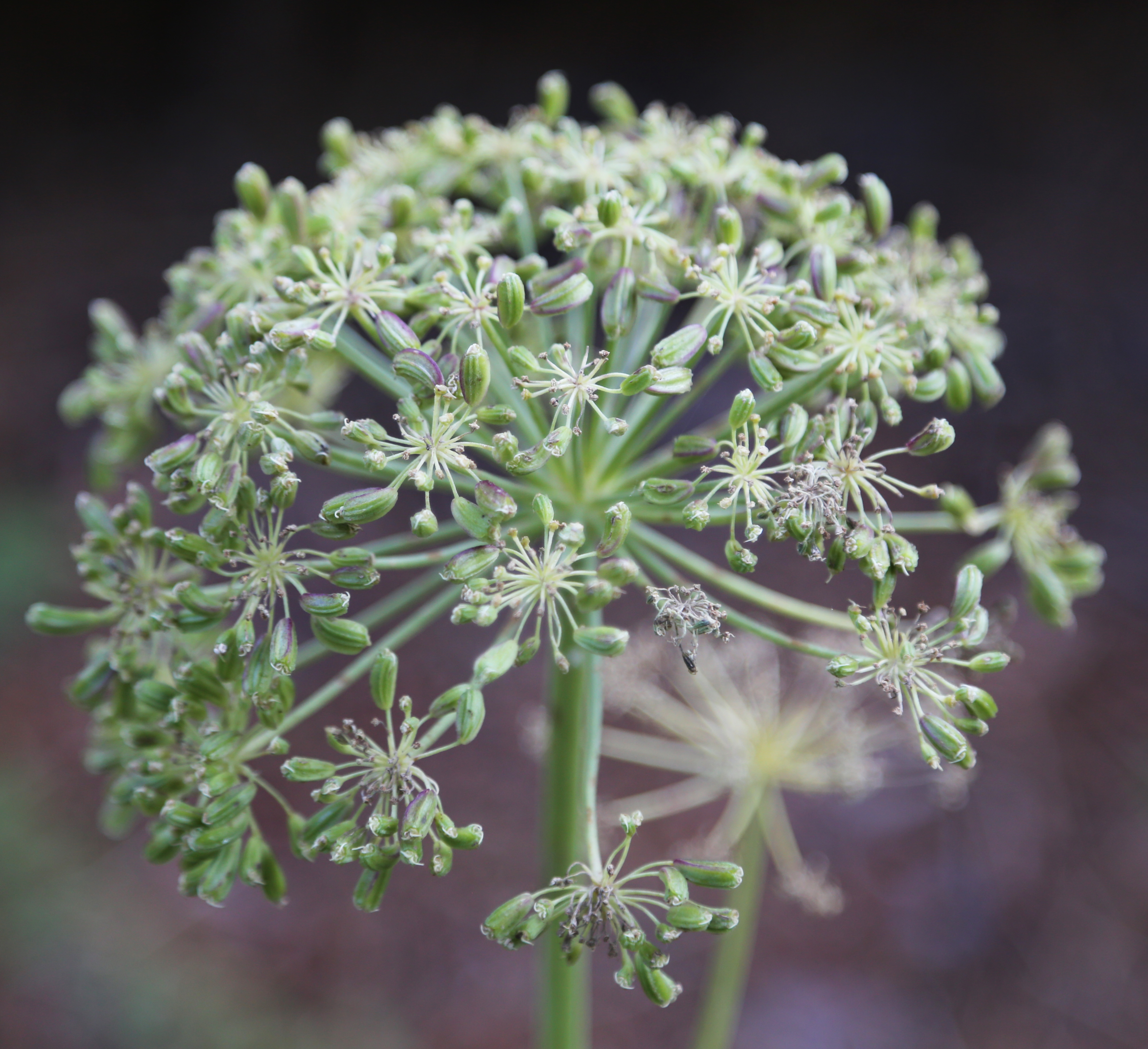
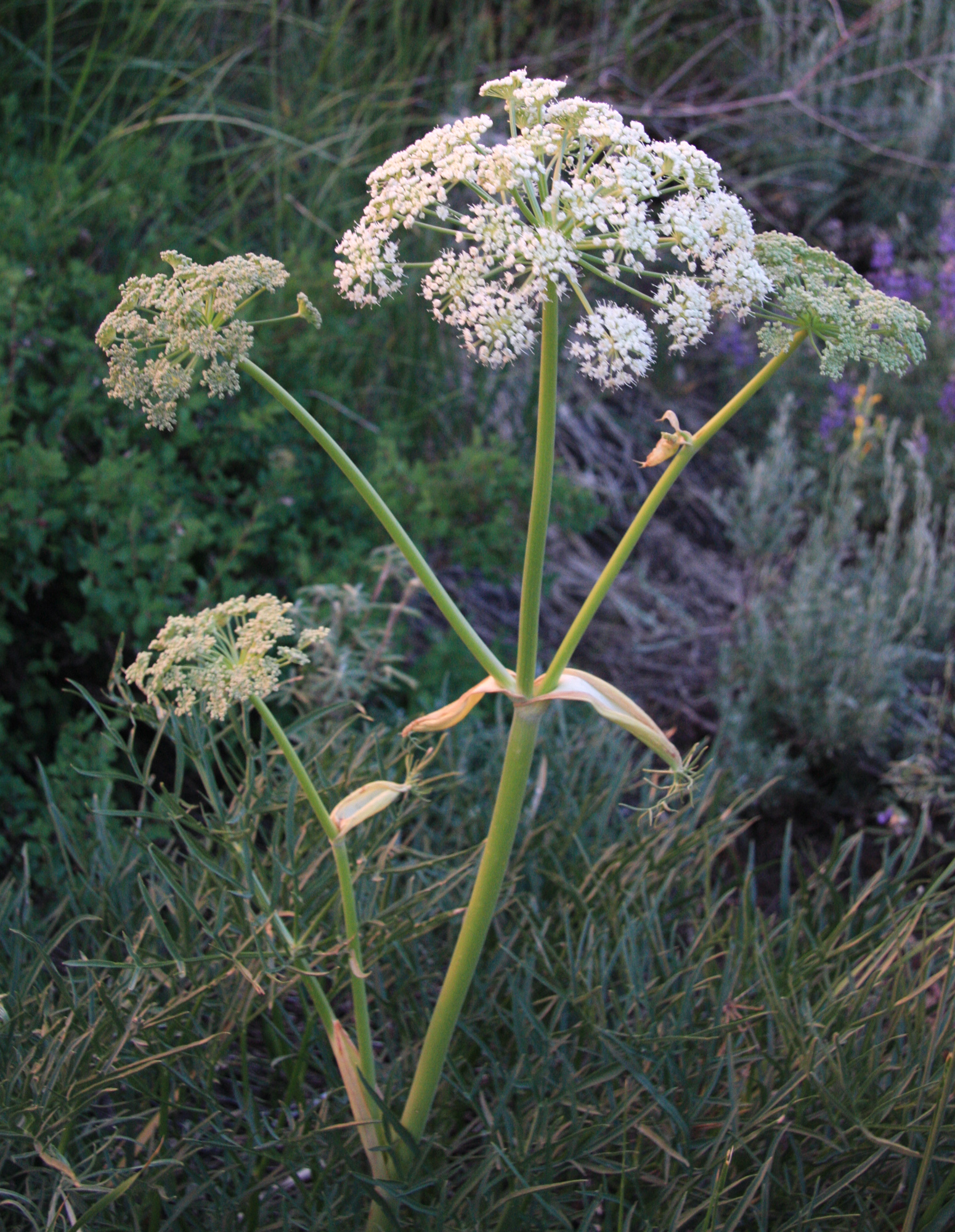